# Ben Edlund
Ben Edlund, né le 20 septembre 1968 à Pembroke, dans le Massachusetts, est un dessinateur, scénariste, réalisateur et producteur de télévision américain.

## Biographie
Ben Edlund fait ses études secondaires à la Silver Lake Regional High School de Kingston et crée en 1986 le personnage de The Tick (la tique), parodie de super-héros qui devient la mascotte de la lettre d'information de l'éditeur de comics New England Comics. L'éditeur invite Edlund à développer une série de comics sur le personnage et le premier numéro sort en 1988, alors qu'Edlund est à l'université au Massachusetts College of Art and Design. En 1994, The Tick est adapté à la télévision avec la série d'animation Super Zéro qui remporte deux Annie Awards en 1995. En 2001, The Tick devient une série télévisée avec Patrick Warburton dans le rôle-titre mais celle-ci est annulée par FOX après neuf épisodes.
Edlund rencontre Joss Whedon à l'occasion de l'écriture du scénario de Titan A.E. et Whedon l'intègre à son équipe de scénaristes pour les séries Firefly et Angel. Pour cette dernière, il coscénarise et réalise notamment l'épisode Les Marionnettes maléfiques, nommé pour le prix Hugo. De 2006 à 2013, il participe à la production de la série télévisée Supernatural, pour laquelle il écrit 24 scénarios. Il quitte Supernatural pour rejoindre en 2013 la série Revolution en tant que producteur consultant et scénariste.

## Filmographie

### Réalisateur
- 2004 : Angel (épisode Les Marionnettes maléfiques)
- 2011-2012 : Supernatural (saison 6 épisode 20 et saison 7 épisode 21)
- 2017-2018 :  The Tick

### Scénariste
- 1994-1996 : Super Zéro (3 épisodes)
- 2000 : Titan A.E.
- 2001-2002 : The Tick (3 épisodes)
- 2002-2003 : Firefly (2 épisodes : De la boue et des hommes et Déchet précieux)
- 2003-2004 : Angel (5 épisodes : Sacrifice, Justes Récompenses, Une fête à tout casser, Les Marionnettes maléfiques et Bombe à retardement)
- 2004-2006 : The Venture Bros. (3 épisodes)
- 2005 : The Inside : Dans la tête des tueurs (saison 1 épisode 11)
- 2005 : Point Pleasant, entre le bien et le mal (saison 1 épisodes 3 et 9)
- 2006-2013 : Supernatural (24 épisodes)
- 2010 : Star Wars: The Clone Wars (saison 2 épisode 9)
- 2013-2014 : Revolution (4 épisodes)
- 2014-2015 : Gotham (2 épisodes)
- 2016 : Powers (saison 2, épisode 4)
- 2017-2018 : The Tick